# Paisagismo do Brasil
O paisagismo no Brasil teve o seu início nos anos de 1779, com o projeto de urbanismo do Passeio Público da cidade do Rio de Janeiro a pedido de vice-rei Dom Luís de Vasconcelos de Sousa que contratou o Mestre Valentim para ser o responsável pelo projeto.

## História

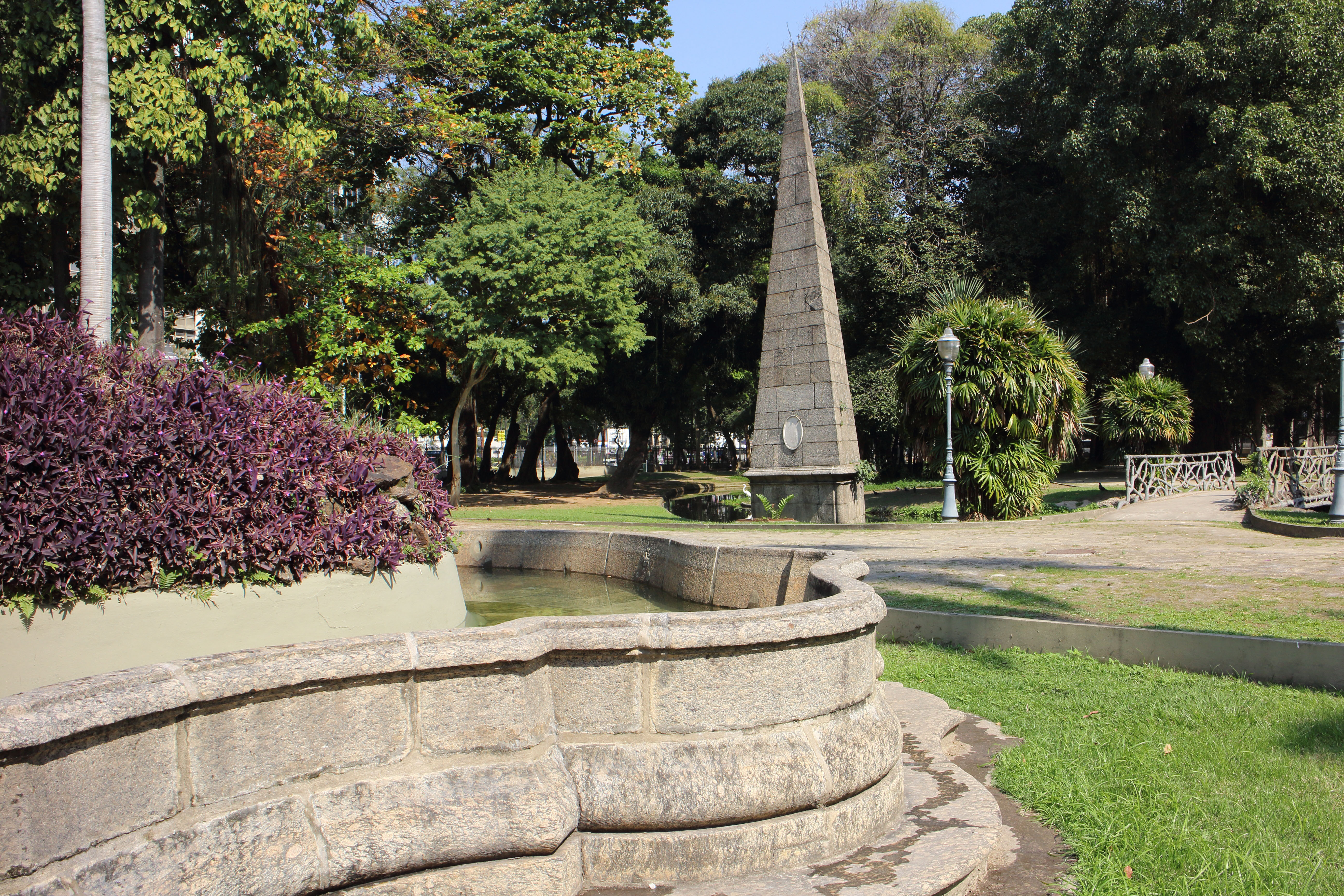
Passeio Publico do Rio de Janeiro

### Século XVIII
Em 1779, Dom Luís de Vasconcelos de Sousa mandou aterrar o charco da lagoa do Boqueirão, acreditando que o surto da gripe Zamparina, que assolou a cidade do Rio de Janeiro, era proveniente de miasmas da região, já que era insalubre e a comunidade tomava banho no local. Na área, que consistia em 33 mil metros quadrados, foi criado o primeiro jardim público do Brasil, tendo o Mestre Valentim como o responsável pelo projeto. Valentino também foi o responsável pela criação de todas as peças de artes do Passeio Público. O final de sua construção se deu nos anos de 1783. O Passeio Publico da cidade do Rio de Janeiro é um patrimônio cultural, tombado pelo Instituto do Patrimônio Histórico e Artístico Nacional (IPHAN), em 30 de junho de 1938, sob o processo de nº 99.T.1938.

### Século XIX

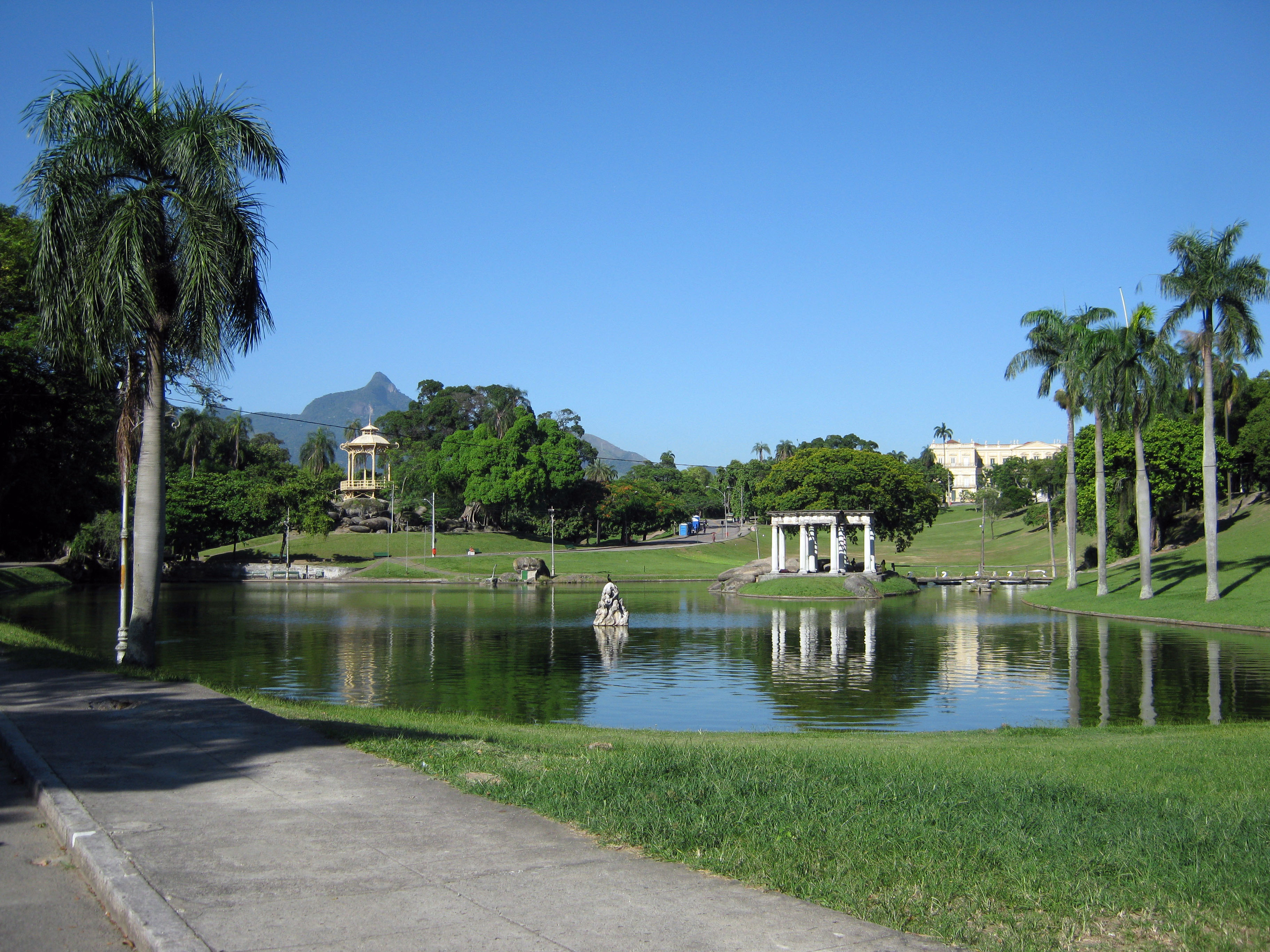
Quinta da Boa Vista

No século XIX, os projetos paisagísticos no Brasil eram de estilo eclético, uma mistura de influências europeias, clássicas ou românticas ou uma mistura entre ambas, com vegetações tropicais ou das índias Orientais.
Em 1858, Dom Pedro II contratou o botânico francês Auguste François Marie Glaziou para projetar os parques da Quinta da Boa Vista, o parque de São Cristóvão, os jardins do Palácio de Petrópolis, entre outros. Auguste Glaziou também foi responsável pela revitalização do Passeio Público do Rio de Janeiro.

### Século XX
No início do século XX, com a urbanização das metrópoles brasileiras, cresceu o interesse nos parques e jardins, tanto pelos governantes quanto pela elite brasileira. inicialmente inspirados no estilo francês com características da Belle Époque.

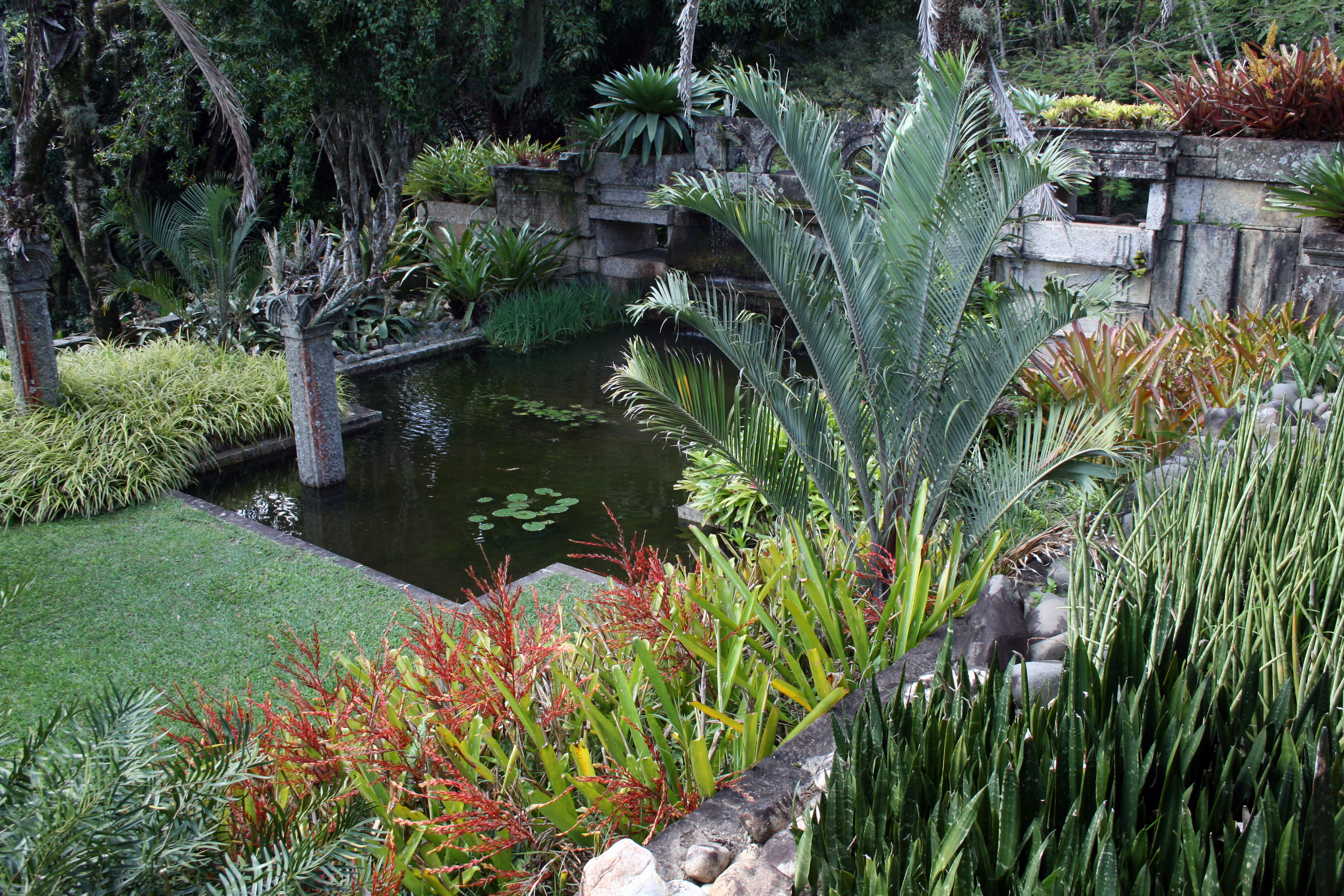
Sítio Burle Marx

Nos anos de 1930, Roberto Burle Marx, paisagista brasileiro, contratado pelo Ministério da Educação e Saúde para realizações de projetos paisagísticos, cria um novo estilo, chamado de Modernista. Burle Marx usava formas geométricas, movimentos, cores e plantas nativas em seus projetos de uma forma muito harmônica. O Governo e a elite brasileira contrataram seus serviços até o final de sua vida, Burle Marx veio a falecer no ano de 1994. A qualidade de seus projetos foi reconhecido nacional e internacionalmente, sendo responsável por grandes obras como o Parque do Flamengo na cidade do Rio de Janeiro, tombado pelo Instituto do Patrimônio Histórico e Artístico Nacional (IPHAN), na data de 28 de julho de 1965, sob o processo de nº 748.T.1964, e os parques do Palácio do Planalto, em Brasília.
Na década de 1950, o paisagismo brasileiro começa tomar como referência o estilo paisagístico norte americano da costa oeste.
Nos anos de 1980, começa o estilo contemporâneo no Brasil, que se preocupa com a preservação ecológica nativa, integrando o homem com a natureza em cenários rústicos e cênicos.

## Paisagistas brasileiros
| Nome               | Projetos |
| ------------------ | --- |
| Mestre Valentim    | Passeio Público do Rio de Janeiro Praça VX, Rio de Janeiro |
| Roberto Burle Marx | Jardins da Pampulha, Belo Horizonte Parque do Flamengo, Rio de Janeiro Museu da Arte Moderna, Rio de Janeiro Jardins do Palácio do Planalto Parque Ecológico do Recife Parque Ipanema, Ipatinga (MG) |
| Rosa Kliass        | Plano paisagístico da cidade de Curitiba Parque da Juventude, São Paulo Vale do Anhangabaú, São Paulo Reforma da Avenida Paulista Mangal das Graças, Belém Parque do Forte, Macapá                   |
| Luiz Carlos Orsini | Jardins do Instituto Inhotim |